# Geocrinia
Geocrinia é um gênero de anfíbios da família Myobatrachidae.
As seguintes espécies são reconhecidas:
- Geocrinia alba Wardell-Johnson & Roberts, 1989
- Geocrinia laevis (Günther, 1864)
- Geocrinia leai (Fletcher, 1898)
- Geocrinia lutea (Main, 1963)
- Geocrinia rosea (Harrison, 1927)
- Geocrinia victoriana (Boulenger, 1888)
- Geocrinia vitellina Wardell-Johnson & Roberts, 1989